# Бангладеш на летней Универсиаде 2013
Бангладеш на летней Универсиаде 2013 года был представлен двумя спортсменами в одном виде спорта.

## Лёгкая атлетика

### Лёгкая атлетика

#### Мужчины
| Дисциплина | Спортсмен               | Первый раунд | Первый раунд | Второй раунд         | Второй раунд         | Полуфинал            | Полуфинал            | Финал                | Финал                |
| Дисциплина | Спортсмен               | Результат    | Место        | Результат            | Место                | Результат            | Место                | Результат            | Итоговое место       |
| ---------- | ----------------------- | ------------ | ------------ | -------------------- | -------------------- | -------------------- | -------------------- | -------------------- | -------------------- |
| 100 м      | Разат Канти Чакратбарти | 11.77        | 52           | Завершил выступление | Завершил выступление | Завершил выступление | Завершил выступление | Завершил выступление | Завершил выступление |
| 200 м      | Разат Канти Чакратбарти | 23.47        | 58           | Завершил выступление | Завершил выступление | Завершил выступление | Завершил выступление | Завершил выступление | Завершил выступление |

#### Женщины
| Дисциплина | Спортсмен       | Квалификационный раунд | Квалификационный раунд | Полуфинал             | Полуфинал             | Финал                 | Финал                 |
| Дисциплина | Спортсмен       | Результат              | Место                  | Результат             | Место                 | Результат             | Итоговое место        |
| ---------- | --------------- | ---------------------- | ---------------------- | --------------------- | --------------------- | --------------------- | --------------------- |
| 100 м      | Ишрат Захан Ива | 13.82                  | 34                     | Завершила выступление | Завершила выступление | Завершила выступление | Завершила выступление |
| 200 м      | Ишрат Захан Ива | Не стартовала          | Не стартовала          | Не стартовала         | Не стартовала         | Не стартовала         | Не стартовала         |